# Hanseniella capensis
Hanseniella capensis är en mångfotingart som beskrevs av Hansen. Hanseniella capensis ingår i släktet syddvärgfotingar, och familjen snabbdvärgfotingar. Inga underarter finns listade i Catalogue of Life.